# Gournay-Loizé
Gournay-Loizé è un comune francese di 626 abitanti situato nel dipartimento delle Deux-Sèvres nella regione della Nuova Aquitania.

## Società

### Evoluzione demografica
Abitanti censiti